# Frieseomelitta portoi
Frieseomelitta portoi är en biart som först beskrevs av Heinrich Friese 1900.  Frieseomelitta portoi ingår i släktet Frieseomelitta och familjen långtungebin. Inga underarter finns listade i Catalogue of Life.